# 柳鹏
柳鹏（1971年11月—），男性，汉族，甘肃兰州人。中国共产党党员。中华人民共和国政治人物。

## 人物经历
曾任甘肃省嘉峪关市市长、中共嘉峪关市委书记及中共武威市市委书记。2023年，转任甘肃省交通运输厅党组书记、厅长兼甘肃省民航机场管理局局长。